# Хавеа (озеро)
Хавеа (англ. Lake Hawea) — озеро на острове Южный в Новой Зеландии. Находится на территории региона Отаго, примерно в 293 км к северо-западу от города Данидин.
Площадь озера составляет 141 км², а максимальная глубина — 392 м. Максимальная длина с севера на юг достигает около 35 км, ширина — 8 км. Площадь водосборного бассейна — 1388 км². Высота над уровнем моря — 348 м.
Хавеа имеет ледниковое происхождение и расположено на территории долины, образовавшейся в результате движения ледников в ходе последнего ледникового периода около 10 тысяч лет назад. Из озера вытекает одноимённая река, а впадает река Хантер. В непосредственной близости, примерно в 8 км к западу от Хавеа, расположено озеро Уанака. Наименьшее расстояние между ними составляет всего около 1 км. Единственное плоское место в районе озера находится на его южном побережье, где вытекает река Хавеа, небольшой приток реки Клута. Здесь расположено небольшое поселение Хавеа. В настоящее время озеро Хавеа является популярным туристическим объектом.
Озеро обладает большим гидроэнергетическим потенциалом. В 1958 году для увеличения выработки электроэнергии местной гидроэлектростанцией уровень Хавеа был поднят на 20 м.
Название озера имеет маорийское происхождение, тем не менее значение слова неизвестно. Возможно, оно названо в честь одного из местных племён. Традиционными жителями района вокруг Хавеа были представители народа маори. Европейским первооткрывателем озера стал Натаниел Чалмерс, который открыл его в 1853 году.
Природная уникальность озера делает его одним из популярнейших мест для посещения туристов.